# Fideos con bacalao
Los Fideos con bacalao (denominado en algunas ocasiones como cazuela de fideos de bacalao) es un plato de fideos a la marinera típico de la cocina malagueña (donde se denomina cazuela de fideos a la malagueña). Los ingredientes marineros suelen ser el bacalao en salazón, almejas, etc. Todo ello acompañado de un guiso con patatas en dados, tomate, etc. Por regla general se sirve caliente, recién elaborado.

## Características
El bacalao empleado en su elaboración, procede por regla general de un salazón que se ha puesto en remojo horas antes.  Este bacalao se suele desmigar en una cazuela de barro junto con almejas (en algunas ocasiones se añaden otros mariscos), patatas cortadas en dados. Se le añade un hacer un refrito con el aceite, ajo, pimentón (a veces azafrán), cebolla, pimiento y tomate. Suele emplearse en su elaboración unos fideos finos de longitud de unos centímetros. Era un plato que a principios de siglo XX se servía en fondas y ventas de la provincia malagueña.